# Battaglia di Arcis-sur-Aube
La battaglia di Arcis-sur-Aube fu combattuta dal 20 marzo al 21 marzo 1814 e fu vinta dall'esercito austriaco, comandato dal maresciallo Karl Philipp, Principe di Schwarzenberg contro le forze francesi sotto il comando di Napoleone.

## Antefatto
La battaglia di Arcis-sur-Aube fu l'ultima battaglia di Napoleone contro gli alleati della Sesta coalizione, combattuta durante la campagna austriaca in Francia. Fronteggiando la convergenza delle armate alleate, Napoleone decise di attaccare Karl Schwarzenberg prima che il generale Blücher attaccasse le linee di comunicazione dell'alta Marna.

## La battaglia
Alle prime ore del 20 marzo Napoleone uscì da Arcis-sur-Aube (credette di essere impegnato debolmente dagli austriaci) per irrompere verso la Marna. Entro le 11:00 del 20 marzo, il maresciallo Ney ed il generale corso Sebastiani con 20 000 uomini, avevano costretto Karl Philipp von Wrede a capo di 43 000 uomini fuori dalla città di Arcis, a un duro combattimento. Entro le 13:00 Napoleone arrivò lungo la riva settentrionale del fiume Aube ed attraversò il ponte. Si sviluppò così una cruenta battaglia di cavalleria che durò dal pomeriggio all'indomani mattina senza interruzioni. Nel corso della notte Schwarzenberg portò avanti 80 000 soldati per affrontare i francesi. Napoleone ricevette rinforzi durante la notte, compresa un'unità della Guardia imperiale, le due formazioni di cavalleria ed una divisione del VII Corpo d'armata comandata dal Maresciallo Oudinot, per un totale di 28 000 uomini.. Schwarzenberg, sospettando una trappola ed ancora inconsapevole del suo vantaggio numerico, non attaccò fino alle 3:00 del mattino del 21 marzo. Dalla durata dell'attacco, Napoleone comprese che non stava affrontando una piccola forza alleata, per cui ordinò alle sue truppe di riattraversare l'Aube. La retroguardia francese comandata dal maresciallo Oudinot, tenne a bada gli austriaci fino alle 6:00 prima di ritirarsi anch'essa al di là del fiume. Gli austriaci non fecero alcuno sforzo per inseguire i francesi che si ritiravano.

## Conclusione
La battaglia costò 3 000 perdite ai francesi e 4 000 agli austriaci. Il 25 marzo gli alleati sconfissero il maresciallo Marmont ed il maresciallo Mortier a La Fère-Champenoise, e tre giorni dopo si ricongiunsero con il corpo di spedizione di Blücher a Meaux. Gli alleati ignorarono i tentativi di Napoleone di tentare attacchi alle loro linee di comunicazione e si diressero su Parigi, che occuparono il 31 marzo.
Per commemorare la vittoria, sorse in Bessarabia il centro di Arcyz, nell'oblast di Odessa.